# 岡松参太郎

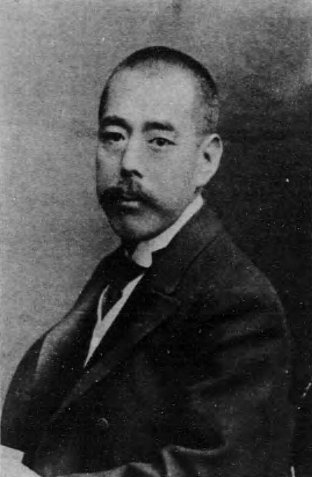
岡松参太郎

岡松 参太郎（おかまつ さんたろう、1871年9月23日（明治4年8月9日） - 1921年（大正10年）12月15日）は、日本の法学者。専門は民法学。学位は、法学博士（1901年）。京都帝国大学法科大学（現在の京都大学法学部）教授。儒学者の岡松甕谷の三男。弟子に末川博など。

## 来歴
宮崎県延岡市出身。東京府尋常中学（のちの東京府立第一中学校）、第一高等学校を経て、明治27年（1894年）に帝国大学法科大学英法科卒業。ただちに助教授に就任し、明治29年（1896年） - 32年（1899年）の間、民法研究のため欧州留学し、民族法学者ヨーゼフ・コーラーらと交流する機会を得た。
明治32年（1899年）、京都帝国大学法科大学教授に就任。以後、後藤新平に呼び寄せられ最初は後藤が民政長官を務めていた台湾総督府で臨時台湾旧慣調査会に参加し同地の法慣行を調査、『台湾私法』『蕃族慣行研究』をまとめ台湾インフラ整備の基となる。さらに後藤が満鉄総裁に転じると、明治40年（1907年）、京都帝大在任のまま同社理事に任じられた（この時後藤は文部省・京都帝大の反対を押し切ったとされる）。翌年に帝国学士院賞受賞、この年から満鉄東亜経済調査局長を兼任、同社の調査部門の基礎を確立した。
大正2年（1913年）の退官と同時に満鉄も辞職した。大正6年（1917年）、拓殖調査会委員に就くも、大正10年（1921年）に死去した。同年に出版された『台湾番族慣習研究』は、コーラーやA. H. ポストを参照して晩年の岡松が取り組んだ台湾における比較法学研究の集大成である。

## 人物
- ドイツ流の精鋭な法解釈を日本に持ち込んだことで、以後の日本の法学会において、とりわけ民法学の草分け的存在であった。
- 著書に『法律行為論』、『無過失損害賠償責任論』、『註釈 民法理由』（全3巻）、『刑法の私法観』など。特に無過失責任論の研究が重要で、この分野における古典である。

## 栄典
- 1903年（明治36年）12月26日 - 正六位[4]
- 1909年（明治42年）7月10日 - 正五位[5]

## 親族
父親の岡松甕谷は熊本藩士。弟に国務大臣を歴任した井上匡四郎がいる。妹の鳰は法学者山田喜之助の妻。妻の民は林欽次の娘。長男に商工次官を歴任した岡松成太郎、その子供に経産官僚の岡松壯三郎。次男の進次郎は宮内事務官、その妻・好は十文字大元の娘。

## 参考資料
- 関口浩「「蕃族調査報告書」の成立 : 岡松参太郎文書を参照して」『一般研究報告』第46巻第3号、成蹊大学、2012年2月、1-40頁、CRID 1390854717690899328、doi:10.15018/00001002、hdl:10928/262、ISSN 0388-8835。